# مزایده دوطرفه
مزایده دوطرفه، (به انگلیسی: double auction) در این نوع از مزایده هم خریدار و هم فروشنده پیشنهاد ارائه می‌کنند و پیشنهادها از بیش‌ترین تا کم‌ترین طبقه‌بندی می‌شوند، تا عرضه و تقاضا انجام گیرد. پیشنهادهای فروش از پایین‌ترین قیمت شروع می‌شود و افزایش می‌یابد و پیشنهادهای خرید از بالاترین قیمت شروع و کاهش می‌یابد.
این فرمت به خریداران اجازه می‌دهد که در هر لحظه پیشنهادی را برای خرید مطرح کنند و فروشنگان پیشنهاد را قبول کنند. این مزایده ممکن است تا حدی گیج‌کننده به نظر برسد، اما باید توجه کرد که پیشنهادهای خریداران و فروشندگان در یک لحظه هم‌پوشانی ندارند. به عنوان مثال فرض کنید که ۳ فروشنده کالاهای خود را به قیمت‌های ۱۵۰ و ۲۰۰ و ۳۰۰ دلار به فروش می‌رسانند و ۳ خریدار نیز برای این سه کالا پیشنهادهای ۲۲۰ و ۳۰۰ و ۲۵۰ دلار را می‌دهند. در دو مورد عرضه و تقاضا هم‌خوانی دارد، ولی در مورد سوم قیمت کالا نامشخص است و چیزی بین ۲۰۰ و ۲۵۰ دلار خواهد بود. این مزایده گونه‌های متنوعی دارد که یکی از معروفترین آن‌ها مزایده دوطرفه هلندی است، که در آن ساعت خریدار شروع به تیک زدن می‌کند، با قیمت بسیار بالا و به‌طور مداوم کاهش می‌یابد، در یک لحظه خریدار ساعت را متوقف می‌کند و پیشنهاد یک واحد قیمت مطلوب خود را می‌دهد. در این لحظه ساعت فروشنده شروع به کار می‌کند و از یک قیمت پایین افزایش می‌یابد، تا زمانی که فروشنده ساعت را متوقف کند و پیشنهاد واحد قیمت را بدهد. زمانی که این دو قیمت با هم منطبق شوند، کالاها با قیمت به نتیجه رسیده، فروخته می‌شوند.